# Hirasiella clara
Hirasiella clara é uma espécie de gastrópode  da família Endodontidae.
É endémica do Japão.